# Air Srpska
Air Srpska je nekadašnja zrakoplovna tvrtka bosanskohercegovačkoga entiteta Republike Srpske. 

## Povijest
Prvi let zrakoplovne tvrtke Air Srpska obavljen je 29. siječnja 1999. godine iz Banje Luke u Beograd. Tim je letom počela svoje letove. Oni su uključivali i letove iz Banje Luke do Zuricha. Air Srpska je koristila samo jedan zrakoplov ATR 72-202. Godine 2003., kompanija je bankrotirala i prestala s letovima, a zrakoplov je vraćen Jat Airwaysu.